# Пантир
Па́нтир — гора у південно-східній частині масиву Ґорґани (Українські Карпати). Розташована на межі Надвірнянського району Івано-Франківської області та Тячівського району Закарпатської області. Висота — 1225 м. На схід і захід від вершини розкинулись безлісі ділянки — полонини. Північні схили круті, південні — дещо пологіші. На південно-західних схилах гори бере початок струмок Турбацил.

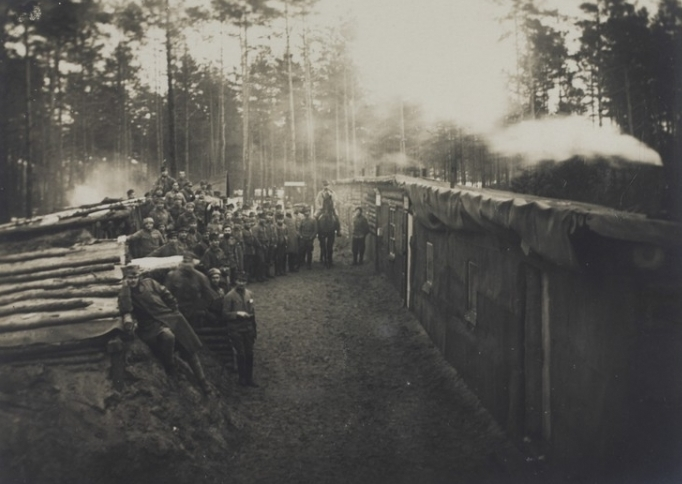
Польські легіони на горі Пантир під час Першої світової війни.

На північ від гори розташований перевал Легіонів, на захід — гора Ур'я (1447 м), на південь — гора Дурня (1709 м).
Найближчий населений пункт: село Бистриця (Надвірнянський район).
На маківці гори, яка розташована за 50–70 м від основної стежини розташований стовпчик № 1 Чехословацько-польського кордону. Сам стовпчик безномерний, хоча далі у напрямку перевалу Легіонів зустрічаються з позначками ІІ/1, ІІ/3 тощо. На відміну від інших прикордонних стовпчиків стан цього можна констатувати як відмінний.
Етимологія слова «Пантир» ймовірно походить від слова «panzer» завдяки бетонному бункеру, який збудований австрійськими військами для оборони вершини від російських військ під час Першої світової війни.
У 1935 році тут був збудований притулок для туристів на 22 ліжкомісця. Сьогодні зберігся тільки фудамент від колишньої будівлі.

## Фотографії

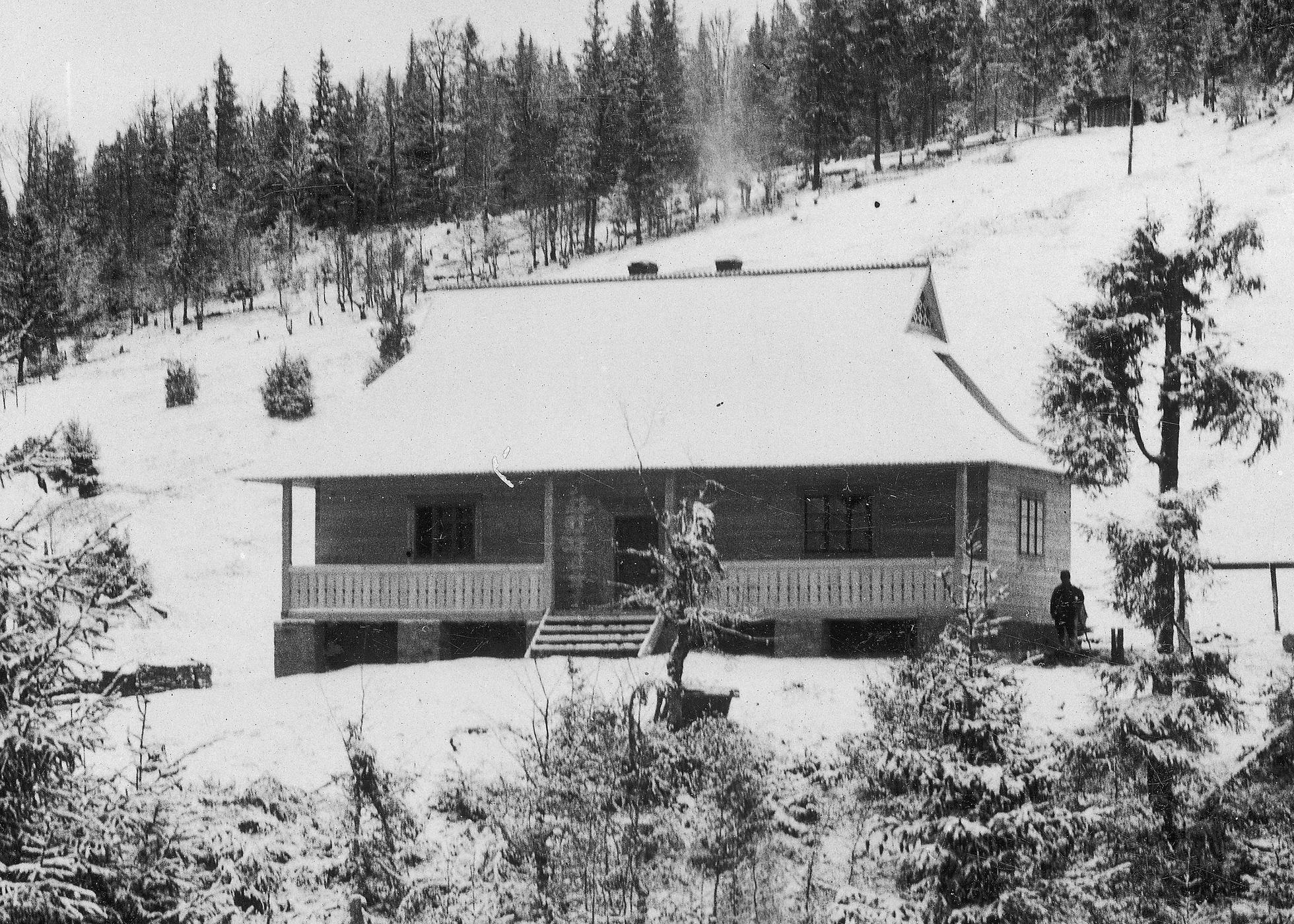
Притулок на горі Пантир у 1935 році
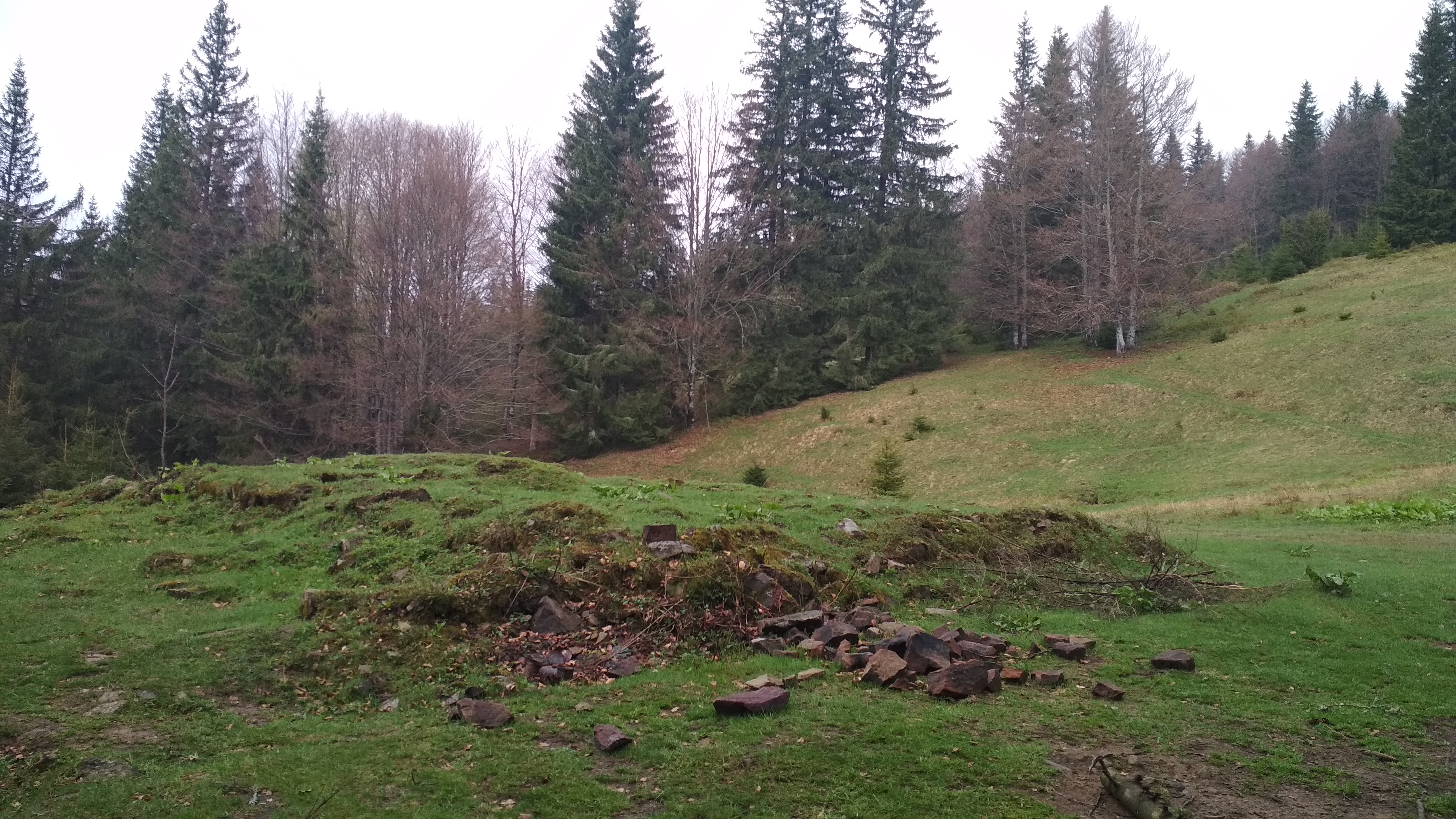
Фундамент притулку в наш час
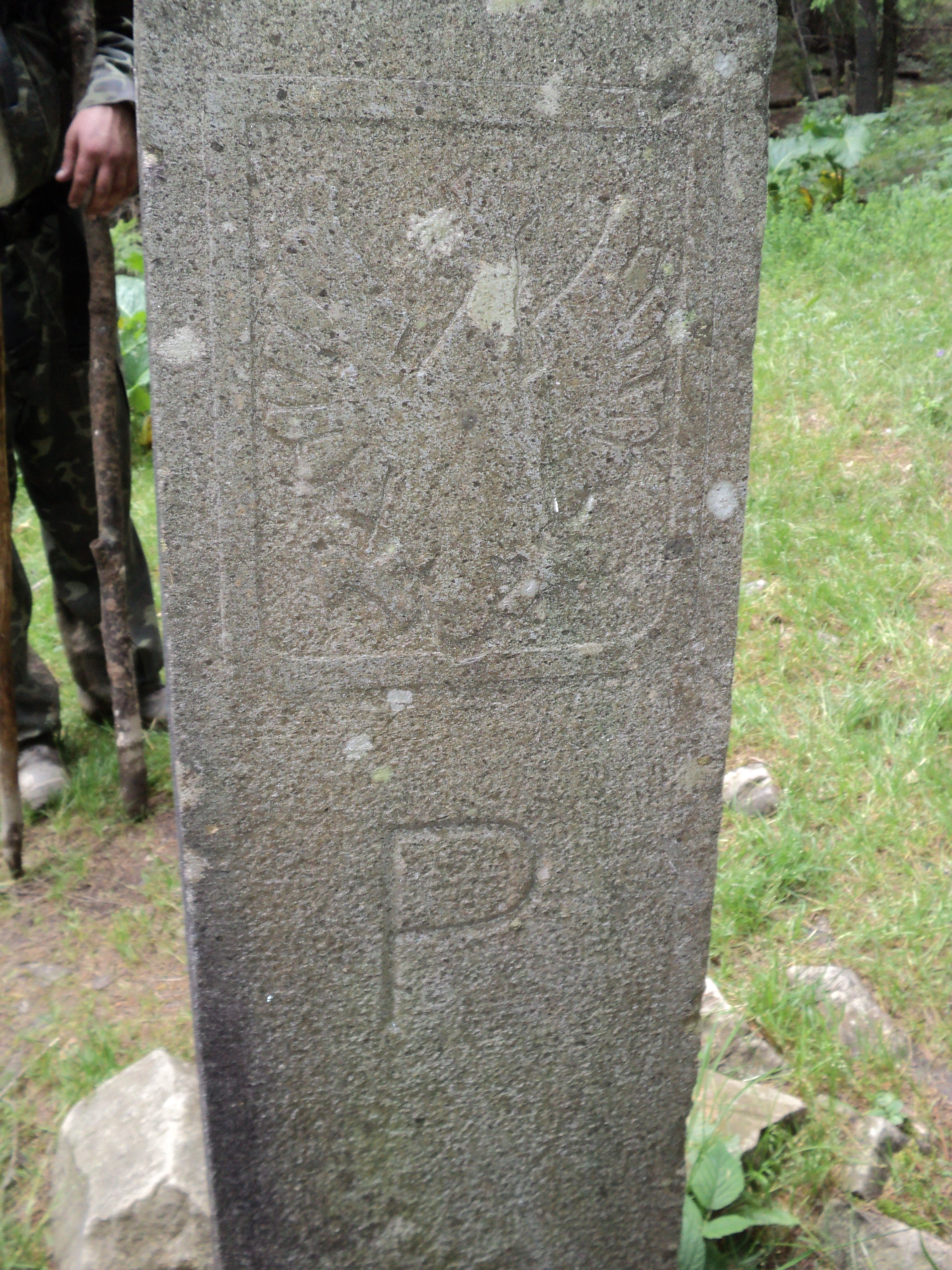
Польський бік кордону на стовпчику №1
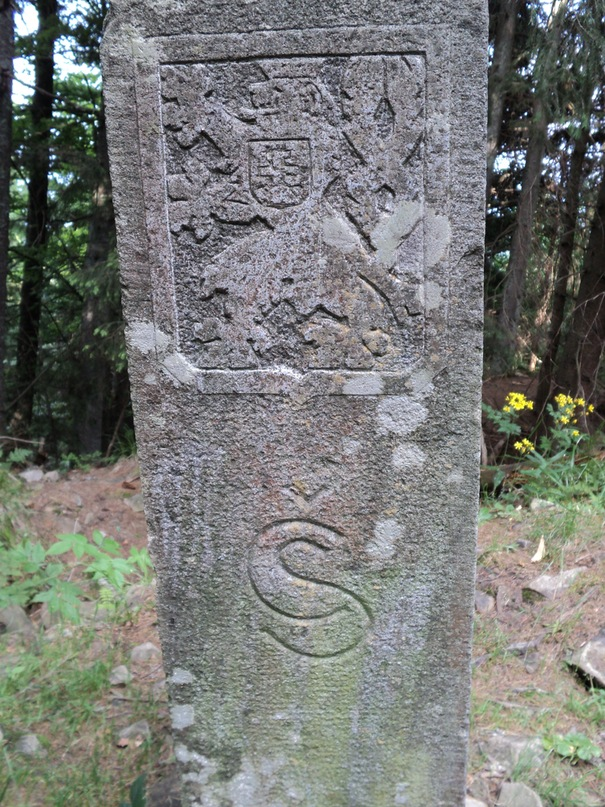
Чехословацький бік кордону на стовпчику №1